# Sodipodi
Sodipodi est un logiciel libre de dessin vectoriel, conçu principalement par Lauris Kaplinski, avec l'aide de plusieurs autres personnes, et distribué sous une licence GNU GPL. Gill lui a servi de base. Il n'est plus développé depuis 2004, en raison de son célèbre fork, Inkscape, fondé par quelques développeurs ayant participé à Sodipodi.
Il est conçu spécifiquement autour de la norme SVG, utilisant ce format de données (avec quelques extensions pour des méta-données) comme format de stockage natif. Il peut importer et exporter des données SVG basiques, et peut également exporter des images bitmap au format PNG.